# Целестин Гошовський
Целестин Гошовський (пол. Celestyn Hoszowski; 6 квітня 1837, містечко Козлів, нині Тернопільського району Україна — 5 жовтня 1911, Львів) — Польський скульптор. Представник роду Гошовських з Гошева гербу Сас.

## Життєпис
Народився 6 квітня 1837 року в містечко Козлові (Королівство Галичини та Володимирії, Австрійська імперія, нині селище міського типу Тернопільського району Тернопільської області в Україні) у зем'янській родині Гошовських з Гошева гербу Сас.
Навчався у Відні, де його учителем був, зокрема, професор Відманн (нім. Widmann). Після закінчення навчання осів у Львові. Свої роботи неодноразово виставляв у містах Кракові, Львові, Відні. На міжнародній виставці у Римі 1883 року був нагороджений похвальною грамотою.

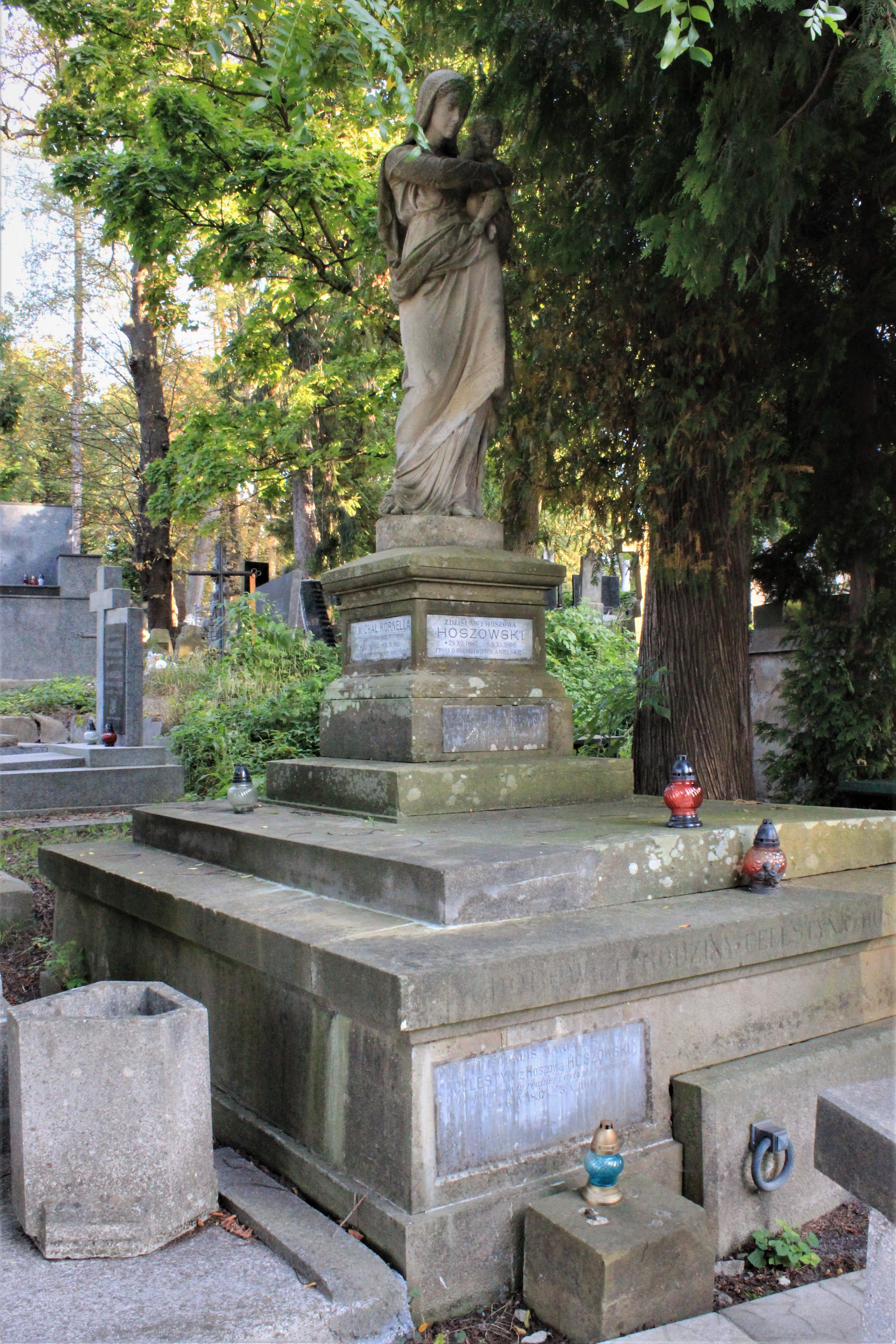
Гробниця родини Целестина Гошовського.

Помер у Львові,похований  на 69 полі Личаківського цвинтаря.

### Сім'я
Дружина — Гелена Мікулинська власного гербу (пол. Helena Mikulińska; бл.1840—?). Їх вінчання відбулося 12 лютого 1867 року в парафіяльному храмі святого Андрія у Львові. Мав двох синів, зокрема, Владислава (1868—1944), та доньку (1873—?).).

### Доробок
Автор розвідки «Znaczenie antyków dla sztuki i nauki rysunkow» (1890). Займався різними видами мистецтва, власне переважно керамікою. Виконував головно реалістичні портрети. Значна частина його доробку опинилася в експозиціях музеїв та приватних збірках. Серед його, робіт, які виконував з мармуру, теракоту, стукко, бронзи, зокрема, є:
- Погруддя графа Володимира Дідушицького, Аґенора Ґолуховського
- Медальйони Теофіла Ленартовича, Александера Фредра, Леона Сапеги, Платона Костецького, Вінцентія Поля, Адама Міцкевича
- Скульптура Аґенора Ґолуховського (у весь зріст)
- Багато фігурних композицій (зокрема, «Знання, Родина, Покута» перебувала в експозицію Народового музею у Кракові).